# Фріц Коснік
Фріц Коснік (нім. Fritz Kosnick; 4 березня 1911, Ельбінг — 21 квітня 1984) — німецький офіцер-підводник, оберлейтенант-цур-зее резерву крігсмаріне.

## Біографія
3 квітня 1936 року вступив на флот. З 25 жовтня 1943 по 22 квітня 1944 року пройшов курс підводника, після чого був переданий в розпорядження технічної навчальної групи фронтових підводних човнів. В серпні 1944 року пройшов курс позиціонування (радіовимірювання), у вересні-жовтні — курс командира човна. З листопада 1944 року — вахтовий офіцер в 13-й флотилії у Тронгеймі. З 1 березня 1945 року — командир підводного човна U-739. 1 квітня 1945 року вийшов у свій перший і останній похід. 13 травня 1945 року разом з човном здався британським військам в Емдені.

## Звання
- Рекрут (3 квітня 1936)
- Морський оберартилерист резерву (1 жовтня 1936)
- Єфрейтор морської артилерії резерву (1 серпня 1938)
- Оберєфрейтор морської артилерії резерву (13 липня 1939)
- Мат морської артилерії резерву (1 червня 1940)
- Фельдфебель морської артилерії резерву (1 листопада 1941)
- Лейтенант служби озброєнь резерву (1 січня 1943)
- Лейтенант-цур-зее резерву (1 квітня 1943)
- Оберлейтенант-цур-зее резерву (1 червня 1944)

## Нагороди
- Залізний хрест 2-го класу (1940)
- Нагрудний знак морської артилерії (1 липня 1942)